# Pržno (nádraží)
Pržno je železniční stanice na okraji obce Pržno v okrese Frýdek-Místek. Leží v km 104,427 jednokolejné neelektrizované trati Ostrava – Valašské Meziříčí.

## Historie
Trať zde byla vybudována v letech 1869–1870 jako součást Ostravsko-frýdlantské dráhy, která byla uvedena do provozu v roce 1871. Tato trať byla vybudována společností K. k. priv. Ostrau-Friedlander Eisenbahn (Císařsko-královská privilegovaná Ostravsko-frýdlantská železnice). V roce 1887 odkoupila úsek z Frýdlantu do Frýdku Severní dráhou císaře Ferdinanda, tím se stala v roce 1888 součástí Dráhy moravskoslezských měst. Nádraží zde vzniklo o něco později v roce 1894, dříve sloužila jako výhybna, pod názvem Pržno. V době druhé světové války neslo název Perschno a od roku 1945 opět Pržno.

### Budoucnost
V roce 2021 zde měly začít jezdit nové push-pull jednotky Škoda 13Ev, které měly nahradit staré vozy Bdt ze začátku devadesátých let 20. století. Do roku 2026 by měla být také trať v úseku z Ostravy do Frenštátu pod Radhoštěm elektrizována soustavou 25 kV 50 Hz, maximální rychlost v úseku Frýdek-Místek - Frýdlant nad Ostravicí by měla dosahovat až 160 km/h.

## Popis

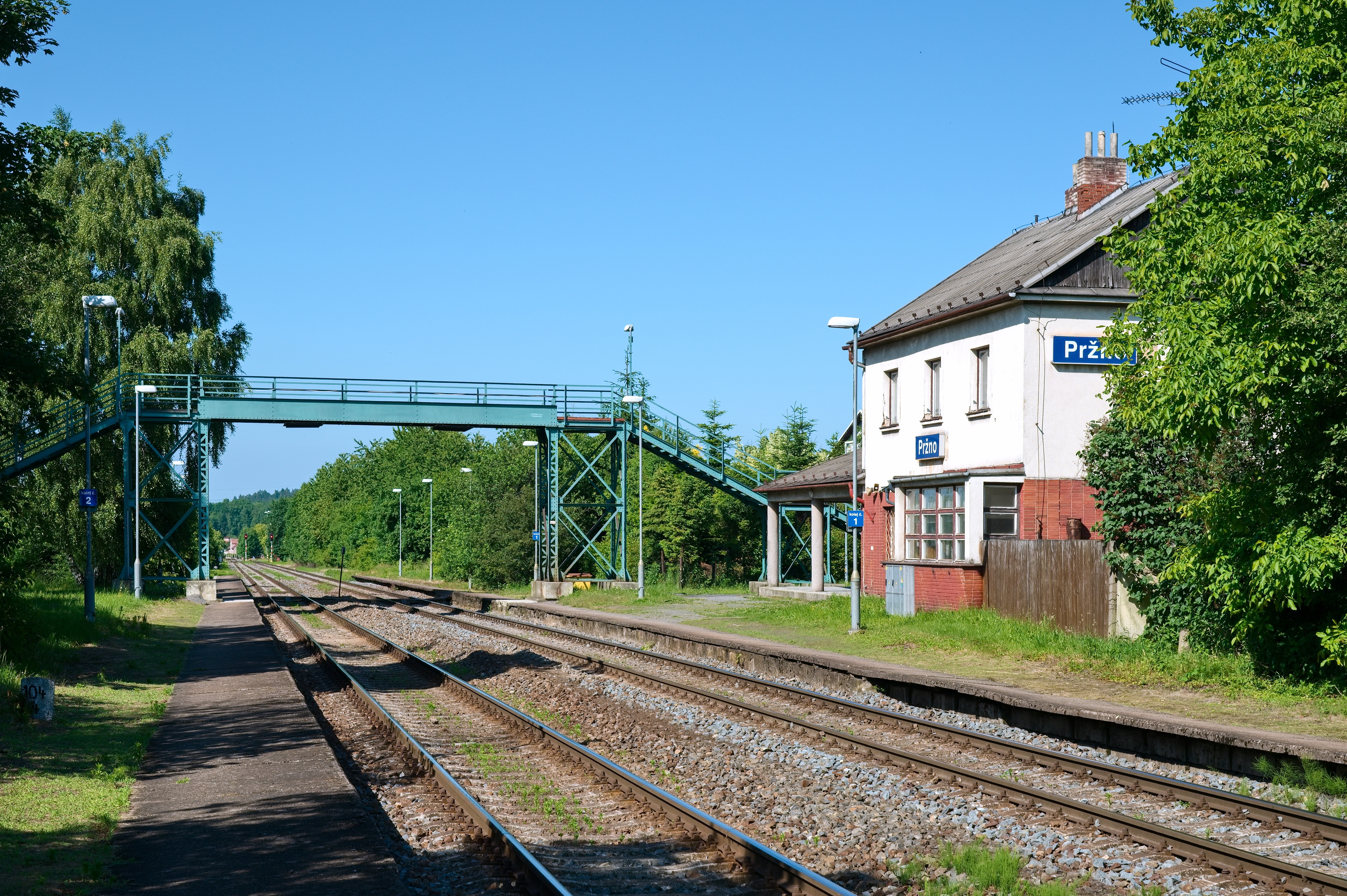
Výpravní budova a nadchod

Nádraží se nachází na severním konci obce. Vedle staniční budovy se nachází autobusová zastávka, ze které jezdí meziměstské autobusy do Frýdlantu nad Ostravicí a Janovic. Jezdí zde taktéž frýdecko-místecké MHD, konkrétně linka 314 v trase z Frýdku-Místku do Janovic. Pro přechod mezi nástupišti je možné využít nadchod.